# Ahmet Davutoğlu
Ahmet Davutoğlu (Cônia, 26 de fevereiro de 1959 ) é um cientista político, acadêmico e diplomata turco, que serviu como primeiro-ministro do seu país de 2014 a 2016.

## Biografia

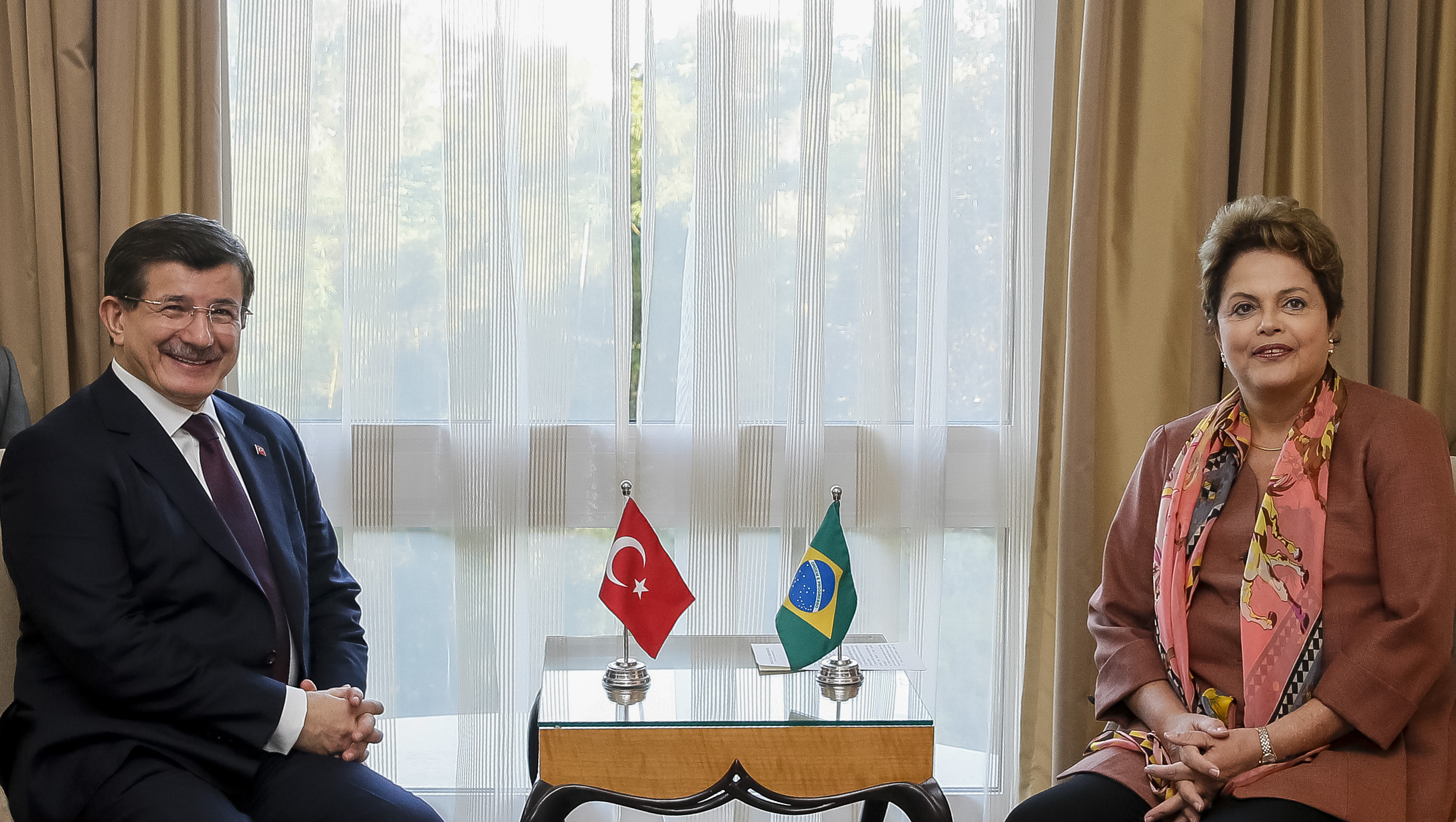
Presidente Dilma Rousseff durante encontro bilateral com Davutoğlu em 2014.

Davutoğlu é mestre em Administração Pública e doutor em Relações Exteriores, ambos os graus obtidos pela Universidade do Bósforo. Foi professor da Universidade de Beykent, em Istambul, e é filiado ao Partido da Justiça e Desenvolvimento (AKP).
Davutoğlu escreveu Stratejik Derinlik ("Profundidade Estratégica"), um livro bastante influente na comunidade acadêmica turca. Desde que se tornou ministro de Estado, Davutoğlu tem proposto o fortalecimento da Turquia como interlocutor das discussões estratégicas internacionais.
Entre maio de 2009 e agosto de 2014 foi o ministro das Relações Exteriores da República da Turquia.
Em 2014, tomou posse como primeiro-ministro da Turquia, sucedendo a Recep Tayyip Erdoğan, que deixou o cargo para ocupar a  presidência da República. Permaneceu no cargo até 22 de maio de 2016, quando renunciou.